# Radical Optimism Tour
Radical Optimism Tour es la quinta gira musical de la cantante albanobritánica Dua Lipa. La gira apoya a su tercer álbum de estudio, Radical Optimism. La gira comenzó en Berlín el 5 de junio de 2024 por medio de festivales en Europa y Estados Unidos, el 5 de noviembre de 2024 inició la tercera etapa de la gira en Singapur, y concluirá en la Ciudad de México, México, el 5 de diciembre de 2025.

## Antecedentes
El 19 de marzo de 2024, Lipa anuncio conciertos predecesores al tour, con 4 shows exclusivos por Europa y varias apariciones en festivales. Los boletos fueron lanzados a la venta el 21 de marzo. El 28 de mayo fueron anunciadas fechas para el continente asiático, los boletos salieron a la venta el 11 de junio. El 1 de julio de 2024 Lipa anunció su primer concierto principal en el Estadio de Wembley, Londres.
El 12 de septiembre fueron anunciadas fechas para Oceanía, Europa y Norteamérica. La preventa y venta general fueron anunciadas al mismo tiempo. Seis días después, fueron anunciadas y agregadas nuevas fechas para Australia, Nueva Zelanda, Bélgica, Reino Unido, Francia y Estados Unidos, debido a la alta demanda.
El 8 de noviembre de 2024, Lipa anunció la cancelación de su concierto para el día siguiente en Yakarta, citando preocupaciones de seguridad relacionadas con la puesta en escena del show. En marzo de 2025, Kita Alexander fue anunciada como telonera en Australia y Nueva Zelanda. El 1 de abril fueron anunciados  ocho conciertos para Latinoamérica. El 29 de abril, Dove Cameron y Alessi Rose fueron anunciadas como teloneras para el tour en Europa, con Cameron en fechas seleccionadas. Merk & Kremont durante el concierto del 7 de junio en Milán sirvieron como co-teloneros junto a Rose.

## Rendimiento comercial
Hasta julio de 2025 la gira ha recaudado 112,3 millones de dólares y vendido 960.000 entradas tras su paso por los conciertos en Asia, Oceanía y Europa desde noviembre de 2024 a junio de 2025, según cifras reportadas a Billboard Boxscore, convirtiéndola en la gira más taquillera de Lipa hasta el momento, superando a su gira antecesora: Future Nostalgia Tour.

## Recepción crítica

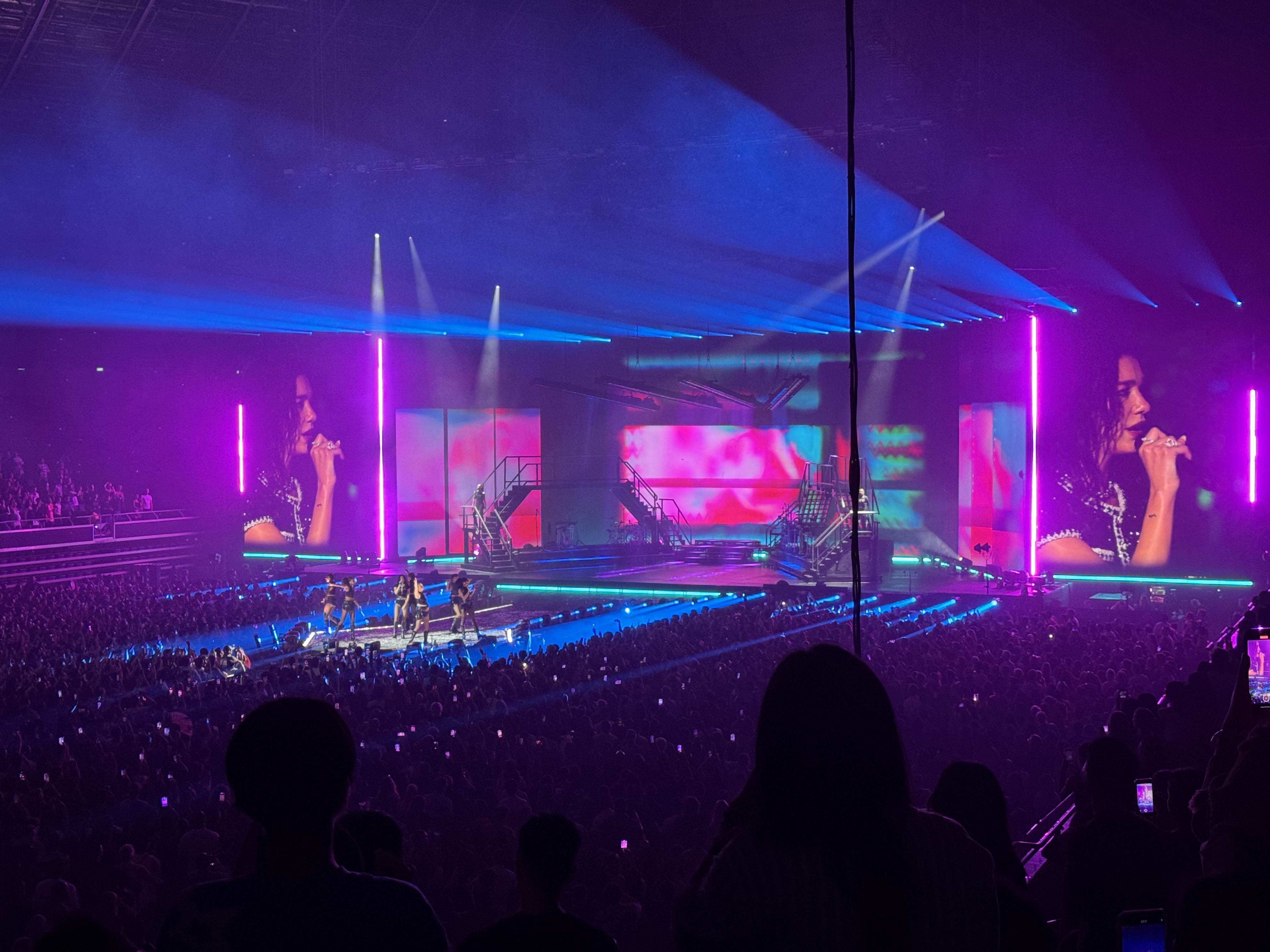
Lipa en su tour «Radical Optimism» en Singapur el 6 de noviembre de 2024.

Antes de iniciar el tour por Asia, Lipa estuvo en festivales en Europa, comentando sobre la primera fecha de los festivales en Berlín, Jule Lippick de Rundfunk Berlin-Brandenburg resaltó la atmósfera electrificante del concierto a pesar de las condiciones del clima, observando que Lipa "transformó Waldbühne en una discoteca húmeda al aire libre, ofreciendo una actuación intrincada rodeada de bailarines". Sobre el concierto en Pula, Nikola Knežević del portal música de Croacia Music Box señaló que Lipa dio una presentación cautivadora en transformando al evento en una vibrante pista de baile, mostrando lo "en forma que está (Lipa) al seguir el ritmo de sus bailarines, subir y bajar enormes escalones en el escenario y bailar durante todo el concierto". Edo Plovanić de Muzika.hr eligió el concierto como uno de los mejores del año en Croacia, destacando el carisma de Lipa, los impresionantes efectos visuales y su habilidad de enganchar con la audiencia en el entorno histórico del anfiteatro romano, señalando que "[su] actuación en Pula se puede caracterizar como una de las más atractivas, mostrando un gran control sobre su equipo y conectando con el público en un lugar único".
El Radical Optimism Tour ha recibido críticas positivas de parte de la crítica. Gabriel Saulog de Billboard Filipinas mencionó lo siguiente: "Dua Lipa transforma el estadio filipino en una gran fiesta para su gira mundial «Radical Optimism»", manifestando también que "(Lipa) demuestra fácilmente por qué es una de las grandes del pop de esta generación", en base a la segunda fecha del concierto en el país anteriormente mencionado elogiando también el repertorio musical. Eilish Gilligan del medio crítico, The Guardian opinó que: "La voz de Lipa es resonante y en forma, y se mantiene firme como bailarina; si bien hay pausas de energía entre los actos del espectáculo, se perdonan cuando ella trae los éxitos". Por su parte, Chris Singh de The AU Review, menciona que el punto mayor del concierto es sin duda el encore, calificándolo como: "el momento culminante del espectáculo, con tres de sus grandes éxitos interpretados íntegramente, pero fusionados en un espectáculo impecable, atenuada únicamente por una coreografía desconcertante", también resaltó que la mayor sorpresa es "María", con influencias mexicanas, donde Lipa se presenta en una sección extensa del escenario en medio de la zona , mientras una bailarina gira elegantemente bajo un sol anaranjado brillante, además califica que vocalmente, "Anything For You", es lo suficientemente sencilla como para mostrar el potente y distintivo registro de Lipa mientras se eleva hacia el cielo en un pequeño disco brillante, sentada sobre el anillo de fuego que la rodeó en su actuación anterior, dándole una calificación final de 4.5/5. Sara Delgado de Teen Vogue destaca por su parte la elección de atuendos para la gira.
Por su parte en Europa, recibó comentarios positivos por parte de los medio críticos. Ashley Davey de Rolling Stone Reino Unido comentó sobre "la elegante coreografía, sus voces sostenidas,  presencia escénica, siempre equilibrada pero constantemente juguetona, todo funciona en conjunto y la consolida como una estrella". Vicky Jessop de The Standard, declaró que el concierto se destaca como la "euforia de alto octanaje de la reina del pop de verano". Ellie Muir del medio crítico The Independent declaró que "es un impactante recordatorio de lo lejos que ha llegado como artista. La pompa que rodeó el espectáculo de esa noche es un testimonio de la brillante primera década de Lipa en la música y su reciente estatus como una de las mayores potencias del pop británico".

## Vestuario

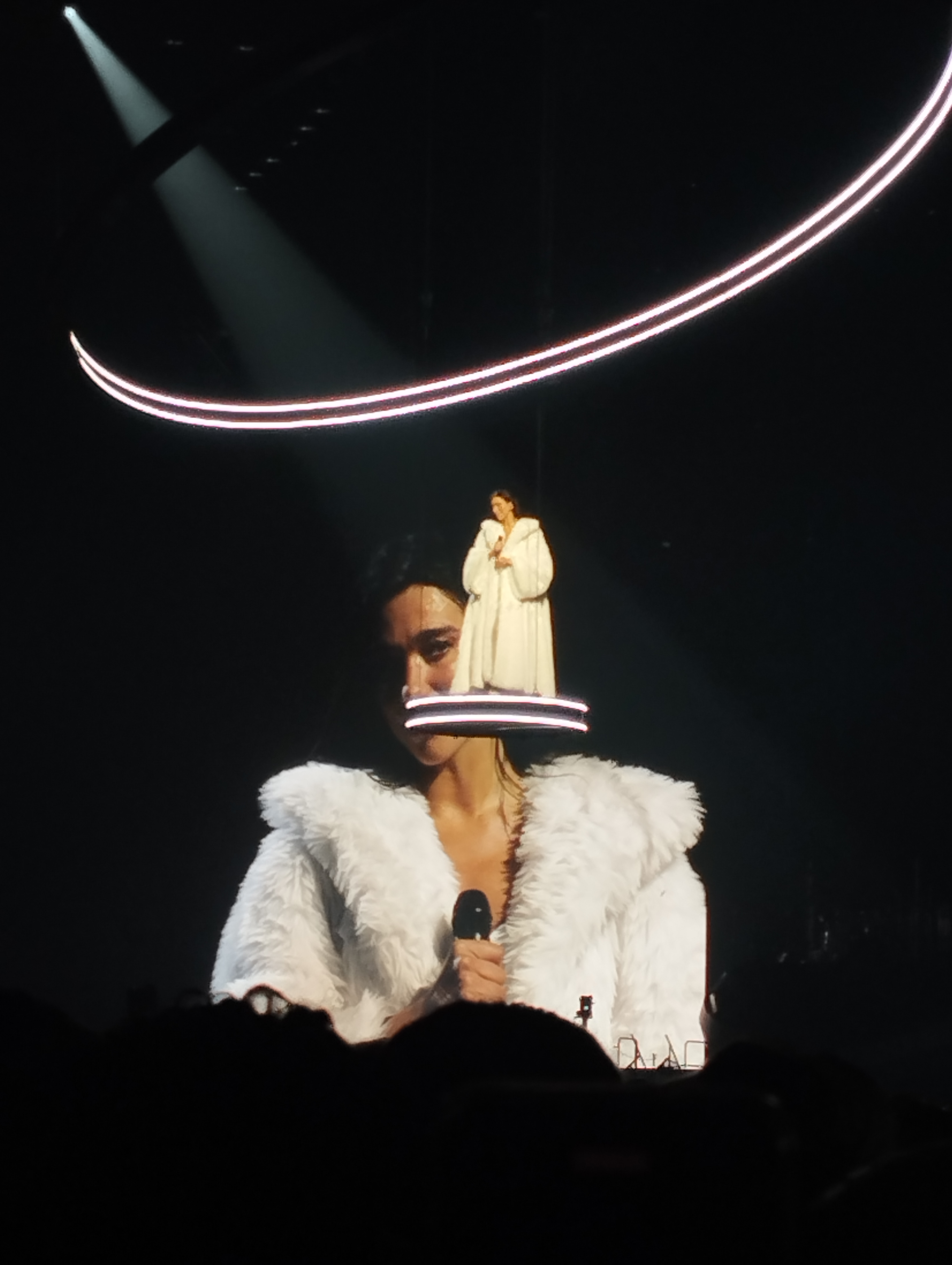
Lipa usando su vestuario de Balenciaga durante su concierto del 24 de mayo de 2025 en Paris.

Desde la etapa de Oceanía y a lo largo de su interpretación en las fechas de la gira de conciertos, Lipa presenta un vestuario de cinco atuendos, los cuales en cada etapa difieren su color, así mismo, representan a cada acto del concierto. Su primer atuendo es un corsé de satén Jean-Paul Gaultier color champán que presenta un escote halter de tela transparente, con costuras y ballenas visibles, ambos adornados con cristales de Swarovski, combinado con medias de rejilla y botas a media pantorrilla a juego, hechas a medida por Paris Texas. Según la marca, las botas presentan un diseño especial hecho a medida, creado específicamente para la gira de Lipa. A juego con el corsé brillante, las botas están cubiertas de cristales aplicados por artesanos italianos. Su segundo atuendo es un mono de encaje de manga larga de color negro hecho a medida por Valentino, con un chal de piel sintética blanco y negro, se completa con unas botas de Christian Louboutin a juego. Su tercer atuendo es un look personalizado de la marca The Attico en una combinación de negro y rosa pastel, consiste en un minivestido con bustier tipo corsé, con ballenas expuestas en la espalda y una delicada capa de encaje floral texturizado en la parte delantera, que cae en cascada sobre flecos con brillantes cristales tonales que bailan al ritmo de los pasos de Lipa, se completa con unas botas a medida de Paris Texas. La fundadora de la marca, Gilda Ambrosio, declaró para Vogue Australia: "Queríamos explorar la tensión entre fuerza y sensualidad, decadencia y glamour", "el look se basa en este contraste: un corsé estructurado de satén, que evoca la delicadeza de la lencería vintage, bajo un minivestido de encaje desgastado, que añade un toque de elegancia cruda y rebelde".
El cuarto atuendo es un vestido de lencería transparente de Balenciaga de color rojo, es una versión personalizada de un look de la colección de verano 2025 de Balenciaga y presenta la pieza principal de encaje y un abrigo gigante de piel sintética a juego que se añadió posteriormente. En Europa, sin embargo, optó por un estilo más nupcial con una versión totalmente blanca. El vestido blanco de encaje semitransparente presentaba un escote corazón y una falda asimétrica drapeada, más corta por un lado para dejar al descubierto sus medias hasta el muslo. El quinto y último atuendo es un body Chanel de color negro adornado con abundantes cadenas doradas, rinde homenaje a un vestido lucido originalmente por Christy Turlington durante el desfile de alta costura de Chanel primavera 1992-1993 y posteriormente por Penélope Cruz en Los abrazos rotos de Pedro Almodóvar. “El diseño original fue una de las piezas más impactantes de la cultura de la moda de los 90, así que volver a compartir este momento con Dua es una locura. Es una de las prendas más increíbles en las que he trabajado. Es como una pieza de museo”, declaró el estilista Lorenzo Posocco a la revista British Vogue.

## Repertorio

### 2024: primera y segunda etapa
El siguiente listado fue interpretado durante el concierto del 5 de noviembre de 2024 en Singapur, por tanto, no significa que intérprete el mismo repertorio en todas las fechas de la gira.
1. "Training Season"
2. "One Kiss"
3. "Illusion"
4. "End of an Era"
5. "Break My Heart"
6. "Whatcha Doing"
7. "Levitating"
8. "These Walls"
9. "Be the One"
10. "Love Again"
11. "Pretty Please"
12. "Hallucinate"
13. "New Rules"
14. "Electricity"
15. "Cold Heart"
16. "Anything for Love"
17. "Happy for You"

Encore
1. "Physical"
2. "Dance the Night"
3. "Don't Start Now"
4. "Houdini"

Notas
- Durante su presentación en Pilton, Inglaterra interpretó «The Less I Know the Better» de Tame Impala, junto a Kevin Parker, y «Falling Forever».

### 2025: tercera etapa–actualmente
Con el inicio de la tercer etapa de la gira Lipa modificó el repertorio. El siguiente listado fue interpretado durante el concierto del 17 de marzo de 2025 en Melbourne, por tanto, no significa que intérprete el mismo repertorio en todas las fechas de la gira.
1. "Training Season"
2. "End of an Era"
3. "Break My Heart"
4. "One Kiss"

 Acto II
1. "Whatcha Doing"
2. "Levitating"
3. "These Walls"
4. Cover de artista local
5. "Maria"

Acto III
1. "Physical"
2. "Electricity"
3. "Hallucinate"
4. "Illusion"

Acto IV
1. "Falling Forever"
2. "Happy for You"
3. "Love Again"
4. "Anything for Love"
5. "Be the One"

Encore
1. "New Rules"
2. "Dance the Night"
3. "Don't Start Now"
4. "Houdini"

Notas
- Durante el concierto del 4 de Junio en Ámsterdam, Países Bajos, interpretó «Scared to Be Lonely».[30]
- Durante el concierto del 12 de junio en Amberes, Bélgica, el cantante Pierre de Maere interpretó junto a Lipa el remix de «These Walls».[31]
- Durante el concierto del 13 de junio en Amberes, Bélgica, interpretó  «Fever» junto a Angèle.[32]
- Durante el concierto del 20 de junio en Londres, Inglaterra, adicionalmente interpretó: «Hotter than Hell».[33]
- Durante el concierto del 21 de junio en Londres, Inglaterra, adicionalmente interpretó: «IDGAF».[34]

#### Listado de covers

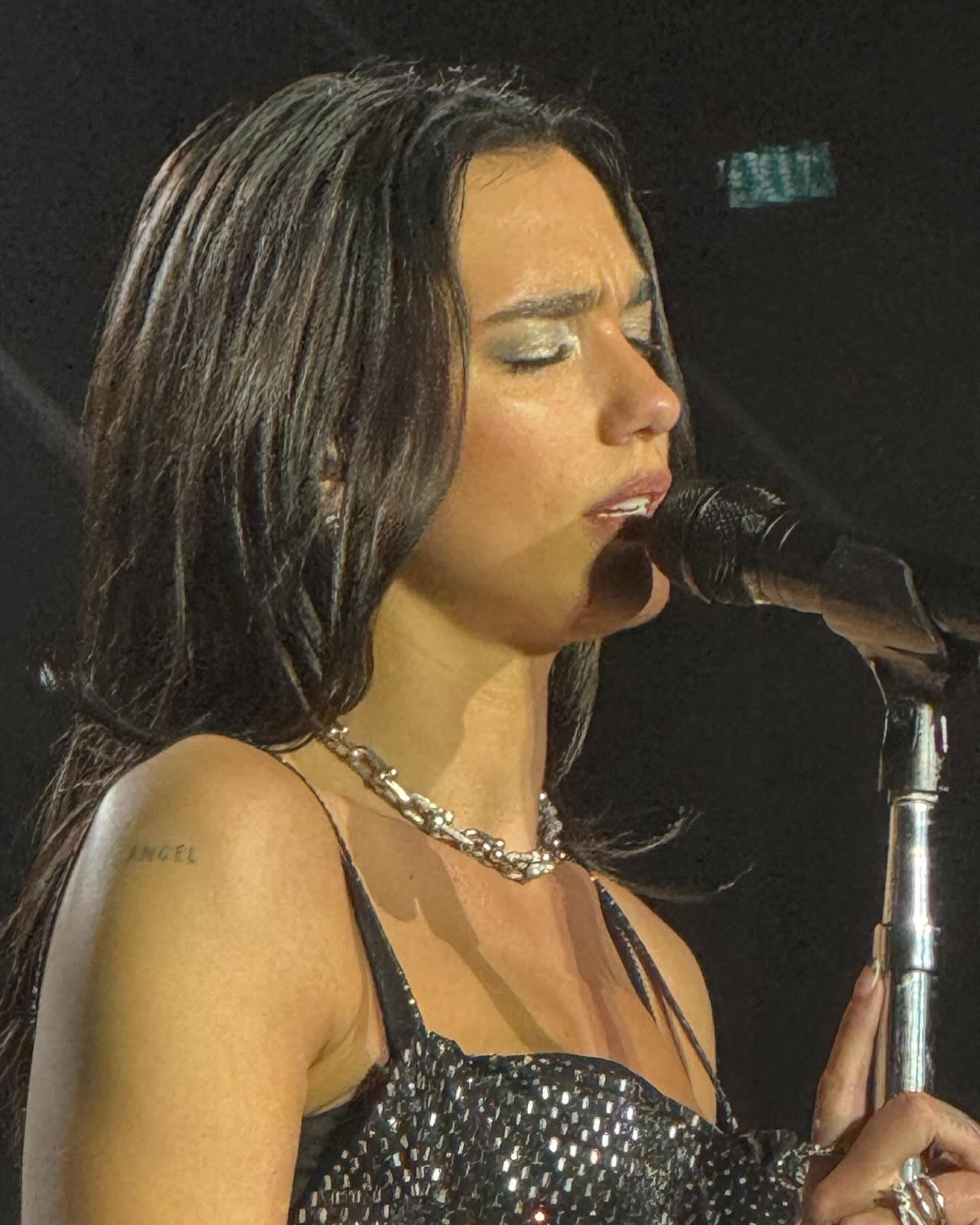
Lipa durante una presentación de su gira en 2024.

Luego de interpretar «These Walls», Lipa interpreta  una canción de algún artista local según en la ciudad en la que este. Las siguientes canciones han sido interpretadas por la cantante:
- 17 de marzo – Melbourne: «Highway to Hell» de AC/DC.[29][35]
- 19 de marzo – Melbourne: «Torn» de Natalie Imbruglia.[36][35]
- 20 de marzo – Melbourne: «Can't Get You Out of My Head» de Kylie Minogue.[37][35]
- 22 de marzo – Melbourne: «Rush» de Troye Sivan (junto a Sivan).[38][35]
- 23 de marzo – Melbourne: «Riptide» de Vance Joy (junto a Joy).[35]
- 26 de marzo – Sídney: «Never Tear Us Apart» de INXS.[39]
- 28 de marzo – Sídney: «The Less I Know the Better» de Tame Impala (junto a Kevin Parker).[40]
- 29 de marzo – Sídney: «Big Jet Plane» de Angus & Julia Stone (junto a Angus Stone).[41]
- 2 de abril – Auckland: «Royals» de Lorde.[42]
- 4 de abril – Auckland: «Don't Dream It's Over» de Crowded House (junto a Neil Finn).[43]
- 11 de mayo – Madrid: «Héroe» de Enrique Iglesias.[44]
- 12 de mayo – Madrid: «Me gustas tú» de Manu Chao.[45]
- 15 de mayo – Lyon: «Dernière Danse» de Indila.[46]
- 16 de mayo – Lyon: «Get Lucky» de Daft Punk .[47]
- 19 de mayo – Hamburgo: «99 Luftballons» de Nena.[48]
- 20 de mayo – Hamburgo: «Wind of Change» de Scorpions.[49]
- 23 de mayo – París: «Moi... Lolita» de Alizée.[50]
- 24 de mayo – París: «Be My Baby» de Vanessa Paradis.[51]
- 27 de mayo – Praga: «Na ostří nože» de Ewa Farna.[52]
- 28 de mayo – Praga: «Na ostří nože» de Farna (junto a Farna).[53]
- 31 de mayo – Múnich: «Forever Young» de Alphaville.[54]
- 1 de junio – Múnich: «Stolen Dance» de Milky Chance[55]
- 3 de junio – Ámsterdam: «Bloed, zweet en tranen» de André Hazes[56]
- 7 de junio – Milán: «A far l'amore comincia tu» de Raffaella Carrà.[57]
- 11 de junio – Amberes: «Sensualité» de Axelle Red.[58]
- 12 de junio – Amberes: «Un jour je marierai un ange» de Pierre de Maere (junto a de Maere).[31]
- 20 de junio – Londres: «Virtual Insanity» de Jamiroquai (junto a Jay Kay).[33][59]
- 21 de junio – Londres: «360» de Charli XCX (junto a Charli xcx).[34]
- 24 de junio – Liverpool: «Valerie» de The Zutons (junto a Dave McCabe). [60][61]
- 25 se junio – Liverpool: «Hey Jude» de The Beatles. [62][63]
- 27 de junio – Dublín: «Nothing Compares 2 U» de Sinéad O'connor.[64]
- 1 de agosto – Pristina: «Era» de Gjurmët (junto a Dukagjin Lipa).[65][66]

## Fechas
| Fecha                                                                       | Ciudad           | País            | Recinto                          | Entradas Vendidas | Recaudación |
| --------------------------------------------------------------------------- | ---------------- | --------------- | -------------------------------- | ----------------- | ----------- |
| Primera etapa: conciertos exclusivos y festivales por Europa y Norteamérica |                  |                 |                                  |                   |             |
| 5 de junio de 2024                                                          | Berlín           | Alemania        | Waldbühne                        | -                 | -           |
| 9 de junio de 2024                                                          | Pula             | Croacia         | Anfiteatro de Pula               | -                 | -           |
| 12 de junio de 2024                                                         | Nimes            | Francia         | Arena de Nimes                   | -                 | -           |
| 13 de junio de 2024                                                         | Nimes            | Francia         | Arena de Nimes                   | -                 | -           |
| 28 de junio de 2024                                                         | Pilton           | Reino Unido     | Worthy Farm                      | Festival          | Festival    |
| 4 de julio de 2024                                                          | Gdynia           | Polonia         | Gdynia-Kosakowo Airport          | Festival          | Festival    |
| 6 de julio de 2024                                                          | Werchter         | Bélgica         | Werchter Festival Grounds        | Festival          | Festival    |
| 10 de julio de 2024                                                         | Madrid           | España          | Iberdrola Music                  | Festival          | Festival    |
| 12 de julio de 2024                                                         | Lisboa           | Portugal        | Passeio Marítimo de Algés        | Festival          | Festival    |
| 20 de septiembre de 2024                                                    | Las Vegas        | Estados Unidos  | T-Mobile Arena                   | Festival          | Festival    |
| 5 de octubre de 2024                                                        | Austin           | Estados Unidos  | Zilker Park                      | Festival          | Festival    |
| 12 de octubre de 2024                                                       | Austin           | Estados Unidos  | Zilker Park                      | Festival          | Festival    |
| 17 de octubre de 2024                                                       | Londres          | Reino Unido     | Royal Albert Hall                | -                 | -           |
| Segunda etapa: Asia                                                         |                  |                 |                                  |                   |             |
| 5 de noviembre de 2024                                                      | Singapur         | Singapur        | Singapore Indoor Stadium         | 18,849 / 18,849   | $3,058,093  |
| 6 de noviembre de 2024                                                      | Singapur         | Singapur        | Singapore Indoor Stadium         | 18,849 / 18,849   | $3,058,093  |
| 13 de noviembre de 2024                                                     | Manila           | Filipinas       | Philippine Arena                 | 24,986 / 24,986   | $2,434,968  |
| 16 de noviembre de 2024                                                     | Tokio            | Japón           | Saitama Super Arena              | 38,310 / 38,310   | $4,967,068  |
| 17 de noviembre de 2024                                                     | Tokio            | Japón           | Saitama Super Arena              | 38,310 / 38,310   | $4,967,068  |
| 20 de noviembre de 2024                                                     | Taipéi           | Taiwán          | Rakuten Taoyuan Baseball Stadium | 20,834 / 20,834   | $3,097,124  |
| 23 de noviembre de 2024                                                     | Kuala Lumpur     | Malasia         | Axiata Arena                     | 19,173 / 19,173   | $2,797,362  |
| 24 de noviembre de 2024                                                     | Kuala Lumpur     | Malasia         | Axiata Arena                     | 19,173 / 19,173   | $2,797,362  |
| 27 de noviembre de 2024                                                     | Bangkok          | Tailandia       | Impact Arena                     | 13,592 / 13,592   | $1,546,086  |
| 30 de noviembre de 2024                                                     | Mumbai           | India           | MMRDA Grounds                    | Festival          | Festival    |
| 4 de diciembre de 2024                                                      | Seúl             | Corea del Sur   | Gocheok Sky Dome                 | 30,209 / 30,209   | $3,103,169  |
| 5 de diciembre de 2024                                                      | Seúl             | Corea del Sur   | Gocheok Sky Dome                 | 30,209 / 30,209   | $3,103,169  |
| Tercera etapa: Oceanía                                                      |                  |                 |                                  |                   |             |
| 17 de marzo de 2025                                                         | Melbourne        | Australia       | Rod Laver Arena                  | -                 | -           |
| 19 de marzo de 2025                                                         | Melbourne        | Australia       | Rod Laver Arena                  | -                 | -           |
| 20 de marzo de 2025                                                         | Melbourne        | Australia       | Rod Laver Arena                  | -                 | -           |
| 22 de marzo de 2025                                                         | Melbourne        | Australia       | Rod Laver Arena                  | -                 | -           |
| 23 de marzo de 2025                                                         | Melbourne        | Australia       | Rod Laver Arena                  | -                 | -           |
| 26 de marzo de 2025                                                         | Sídney           | Australia       | Qudos Bank Arena                 | 47,675 / 47,675   | $5,401,009  |
| 28 de marzo de 2025                                                         | Sídney           | Australia       | Qudos Bank Arena                 | 47,675 / 47,675   | $5,401,009  |
| 29 de marzo de 2025                                                         | Sídney           | Australia       | Qudos Bank Arena                 | 47,675 / 47,675   | $5,401,009  |
| 2 de abril de 2025                                                          | Auckland         | Nueva Zelanda   | Spark Arena                      | -                 | -           |
| 4 de abril de 2025                                                          | Auckland         | Nueva Zelanda   | Spark Arena                      | -                 | -           |
| Cuarta etapa: Europa                                                        |                  |                 |                                  |                   |             |
| 11 de mayo de 2025                                                          | Madrid           | España          | Movistar Arena                   | -                 | -           |
| 12 de mayo de 2025                                                          | Madrid           | España          | Movistar Arena                   | -                 | -           |
| 15 de mayo de 2025                                                          | Lyon             | Francia         | LDLC Arena                       | -                 | -           |
| 16 de mayo de 2025                                                          | Lyon             | Francia         | LDLC Arena                       | -                 | -           |
| 19 de mayo de 2025                                                          | Hamburgo         | Alemania        | Barclays Arena                   | -                 | -           |
| 20 de mayo de 2025                                                          | Hamburgo         | Alemania        | Barclays Arena                   | -                 | -           |
| 23 de mayo de 2025                                                          | París            | Francia         | Paris La Défense Arena           | -                 | -           |
| 24 de mayo de 2025                                                          | París            | Francia         | Paris La Défense Arena           | -                 | -           |
| 27 de mayo de 2025                                                          | Praga            | República Checa | O2 Arena                         | -                 | -           |
| 28 de mayo de 2025                                                          | Praga            | República Checa | O2 Arena                         | -                 | -           |
| 31 de mayo de 2025                                                          | Múnich           | Alemania        | Olympiahalle                     | -                 | -           |
| 1 de junio de 2025                                                          | Múnich           | Alemania        | Olympiahalle                     | -                 | -           |
| 3 de junio de 2025                                                          | Ámsterdam        | Países Bajos    | Ziggo Dome                       | -                 | -           |
| 4 de junio de 2025                                                          | Ámsterdam        | Países Bajos    | Ziggo Dome                       | -                 | -           |
| 7 de junio de 2025                                                          | Milán            | Italia          | Ippodromo di San Siro            | Festival          | Festival    |
| 11 de junio de 2025                                                         | Amberes          | Bélgica         | Sportpaleis                      | -                 | -           |
| 12 de junio de 2025                                                         | Amberes          | Bélgica         | Sportpaleis                      | -                 | -           |
| 13 de junio de 2025                                                         | Amberes          | Bélgica         | Sportpaleis                      | -                 | -           |
| 20 de junio de 2025                                                         | Londres          | Reino Unido     | Wembley Stadium                  | -                 | -           |
| 21 de junio de 2025                                                         | Londres          | Reino Unido     | Wembley Stadium                  | -                 | -           |
| 24 de junio de 2025                                                         | Liverpool        | Reino Unido     | Anfield                          | -                 | -           |
| 25 de junio de 2025                                                         | Liverpool        | Reino Unido     | Anfield                          | -                 | -           |
| 27 de junio de 2025                                                         | Dublín           | Irlanda         | Aviva Stadium                    | -                 | -           |
| 1 de agosto de 2025                                                         | Pristina         | Kosovo          | Sunny Hill Festival Park         | Festival          | Festival    |
| Quinta etapa: Norteamérica                                                  |                  |                 |                                  |                   |             |
| 1 de septiembre de 2025                                                     | Toronto          | Canadá          | Scotiabank Arena                 | -                 | -           |
| 2 de septiembre de 2025                                                     | Toronto          | Canadá          | Scotiabank Arena                 | -                 | -           |
| 5 de septiembre de 2025                                                     | Chicago          | Estados Unidos  | United Center                    | -                 | -           |
| 6 de septiembre de 2025                                                     | Chicago          | Estados Unidos  | United Center                    | -                 | -           |
| 9 de septiembre de 2025                                                     | Boston           | Estados Unidos  | TD Garden                        | -                 | -           |
| 10 de septiembre de 2025                                                    | Boston           | Estados Unidos  | TD Garden                        | -                 | -           |
| 13 de septiembre de 2025                                                    | Atlanta          | Estados Unidos  | State Farm Arena                 | -                 | -           |
| 14 de septiembre de 2025                                                    | Atlanta          | Estados Unidos  | State Farm Arena                 | -                 | -           |
| 17 de septiembre de 2025                                                    | Nueva York       | Estados Unidos  | Madison Square Garden            | -                 | -           |
| 18 de septiembre de 2025                                                    | Nueva York       | Estados Unidos  | Madison Square Garden            | -                 | -           |
| 20 de septiembre de 2025                                                    | Nueva York       | Estados Unidos  | Madison Square Garden            | -                 | -           |
| 21 de septiembre de 2025                                                    | Nueva York       | Estados Unidos  | Madison Square Garden            | -                 | -           |
| 26 de septiembre de 2025                                                    | Miami            | Estados Unidos  | Kaseya Center                    | -                 | -           |
| 27 de septiembre de 2025                                                    | Miami            | Estados Unidos  | Kaseya Center                    | -                 | -           |
| 30 de septiembre de 2025                                                    | Dallas           | Estados Unidos  | American Airlines Center         | -                 | -           |
| 1 de octubre de 2025                                                        | Dallas           | Estados Unidos  | American Airlines Center         | -                 | -           |
| 4 de octubre de 2025                                                        | Los Ángeles      | Estados Unidos  | Kia Forum                        | -                 | -           |
| 5 de octubre de 2025                                                        | Los Ángeles      | Estados Unidos  | Kia Forum                        | -                 | -           |
| 7 de octubre de 2025                                                        | Los Ángeles      | Estados Unidos  | Kia Forum                        | -                 | -           |
| 8 de octubre de 2025                                                        | Los Ángeles      | Estados Unidos  | Kia Forum                        | -                 | -           |
| 11 de octubre de 2025                                                       | San Francisco    | Estados Unidos  | Chase Center                     | -                 | -           |
| 12 de octubre de 2025                                                       | San Francisco    | Estados Unidos  | Chase Center                     | -                 | -           |
| 15 de octubre de 2025                                                       | Seattle          | Estados Unidos  | Climate Pledge Arena             | -                 | -           |
| 16 de octubre de 2025                                                       | Seattle          | Estados Unidos  | Climate Pledge Arena             | -                 | -           |
| Sexta etapa: América Latina                                                 |                  |                 |                                  |                   |             |
| 7 de noviembre de 2025                                                      | Buenos Aires     | Argentina       | Estadio River Plate              | -                 | -           |
| 8 de noviembre de 2025                                                      | Buenos Aires     | Argentina       | Estadio River Plate              | -                 | -           |
| 11 de noviembre de 2025                                                     | Santiago         | Chile           | Estadio Nacional                 | -                 | -           |
| 12 de noviembre de 2025                                                     | Santiago         | Chile           | Estadio Nacional                 | -                 | -           |
| 15 de noviembre de 2025                                                     | São Paulo        | Brasil          | Estadio MorumBIS                 | -                 | -           |
| 22 de noviembre de 2025                                                     | Río de Janeiro   | Brasil          | Estadio Nilton Santos            | -                 | -           |
| 25 de noviembre de 2025                                                     | Lima             | Perú            | Estadio San Marcos               | -                 | -           |
| 28 de noviembre de 2025                                                     | Bogotá           | Colombia        | Estadio El Campín                | -                 | -           |
| 1 de diciembre de 2025                                                      | Ciudad de México | México          | Estadio GNP Seguros              | -                 | -           |
| 2 de diciembre de 2025                                                      | Ciudad de México | México          | Estadio GNP Seguros              | -                 | -           |
| 5 de diciembre de 2025                                                      | Ciudad de México | México          | Estadio GNP Seguros              | -                 | -           |
| Total                                                                       | Total            | Total           | Total                            | -                 | -           |

### Conciertos cancelados
| Fecha                  | Ciudad  | País      | Recinto                 | Motivo de cancelación           |
| ---------------------- | ------- | --------- | ----------------------- | ------------------------------- |
| 9 de noviembre de 2024 | Yakarta | Indonesia | Indonesia Arena-Senayan | Problemas de seguridad técnicos |